# Ardengo Soffici
Ardengo Soffici, född den 7 april 1879 i Rignano sull'Arno, död den 19 augusti 1964 i Vittoria Apuana, var en italiensk målare och författare.
Soffici genomgick akademien för de fria konsterna i Florens, vistades 1900-07 i Paris, där han utställde hos independenterna och på höstsalongen. Med Papini och Prezzolini uppsatte han 1908 "Lavoce", införde i Italien impressionismen, postimpressionismen och Arthur Rimbaud, uppsatte sedan med Papini "Lacerba", deltog 1916-19 i första världskriget som infanteriofficer och sårades två gånger. År 1920 hade han i Florens sin första stora separatutställning. Bland Sofficis många litterära arbeten kan nämnas romanen Lemmonio Borèo, krigsskildringen Kobilek (1918), Scoperte e massacrì (1919), Ignoto Toscano (samma år) och Statue e fantocci (samma år).